# Anne Körner
Anne Körner (* 9. Januar 1973 in Paris) ist eine deutsche Juristin und Richterin am Bundessozialgericht.

## Leben
Anne Körner studierte Rechtswissenschaft an der Ludwig-Maximilians-Universität München. Dem Referendardienst und dem zweiten juristischen Staatsexamen schlossen sich unmittelbar Tätigkeiten im Bayerischen Staatsministerium für Arbeit und Sozialordnung, Familie, Frauen und Gesundheit sowie beim Bayerischen Staatsministerium für Gesundheit, Ernährung und Verbraucherschutz an, bevor Anne Körner 2003 in die Sozialgerichtsbarkeit eintrat – zunächst als Richterin am Sozialgericht Nürnberg, zwei Jahre später am Sozialgericht Augsburg. Von 2006 bis 2009 erfolgte die Abordnung als Wissenschaftliche Mitarbeiterin an das Bundesverfassungsgericht. Im Juli 2009 wurde Anne Körner zur Richterin am Bayerischen Landessozialgericht ernannt; dort war sie dem für die Gesetzliche Krankenversicherung, für Statusfeststellungen und für Betriebsprüfungen zuständigen Senat zugewiesen. Gleichzeitig fungierte sie als stellvertretende Pressesprecherin des Gerichts und kümmerte sich zudem um die Referendarausbildung. 
Die Promotion erfolgte im Jahr 2010 an der Universität Regensburg über ein verfassungsrechtliches Thema aus dem Recht der Gesetzlichen Rentenversicherung; die Arbeit wurde mit dem Forschungspreis 2013 der Deutschen Rentenversicherung Bund ausgezeichnet.
Seit dem Wintersemester 2011/2012 ist Anne Körner Lehrbeauftragte für Verwaltungsprozessrecht an der Universität München und dort mittlerweile zur Honorarprofessorin bestellt. Außerdem ist sie mit Veröffentlichungen zu sozialrechtlichen Themen hervorgetreten.
Die Ernennung zur Richterin am Bundessozialgericht erfolgte zum 1. Oktober 2014. Die Süddeutsche Zeitung erinnerte im Sommer 2014 daran, dass die bayerische Sozialgerichtsbarkeit bis zur Ernennung Anne Körners zehn Jahre lang nicht im obersten deutschen Sozialgericht vertreten war.

## Schriften
- Das strukturelle Vollzugsdefizit in der gesetzlichen Rentenversicherung als Verfassungsproblem. Eine Untersuchung zur Übertragbarkeit der Rechtsprechung des Bundesverfassungsgerichts zum strukturellen Vollzugsdefizit im Steuerrecht auf das Recht der gesetzlichen Rentenversicherung am Beispiel der selbständigen Lehrer. Zugl.: Regensburg, Univ., Diss., 2010. Studien zum Sozialrecht. Band 23. Hamburg. Kovač, 2011. ISBN 978-3-8300-5459-7
- mit Stephan Rittweger: Fallbuch Sozialrecht. Checklisten, Musterschriftsätze, Verfahrenshilfen. München. C. H. Beck, 2012. ISBN 978-3-406-64108-4